# Palombara Sabina
Pour les articles homonymes, voir Sabina.
Palombara Sabina est une commune de la ville métropolitaine de Rome Capitale, dans la région Latium, en Italie.

## Administration
| Période                                  | Période  | Identité          | Étiquette          | Qualité |
| ---------------------------------------- | -------- | ----------------- | ------------------ | ------- |
| 5 avril 2005                             | En cours | Paolo Della Rocca | Alleanza Nazionale |         |
| Les données manquantes sont à compléter. |          |                   |                    |         |

### Hameaux
Stazzano, Cretone.

### Communes limitrophes
Guidonia Montecelio, Mentana, Monteflavio, Montelibretti, Monterotondo, Moricone, San Polo dei Cavalieri, Sant'Angelo Romano.

### Évolution démographique
Habitants recensés

## Personnalités liées à la commune
- Famille Savelli ;
- Alberto Farnese.